# Palazzo Sessa-Aldrovandi
Il Palazzo Sessa-Aldrovandi era una delle residenze di campagna del Cardinale Pompeo Aldrovandi. Esso sorge al limite del paese di Mirabello, una frazione di Terre del Reno, ed è preceduto da un lungo viale di querce fiammate. Oggi al piano terreno è ospitato il Museo della Civiltà Contadina - Rodolfo e Luigi Sessa.

## Storia

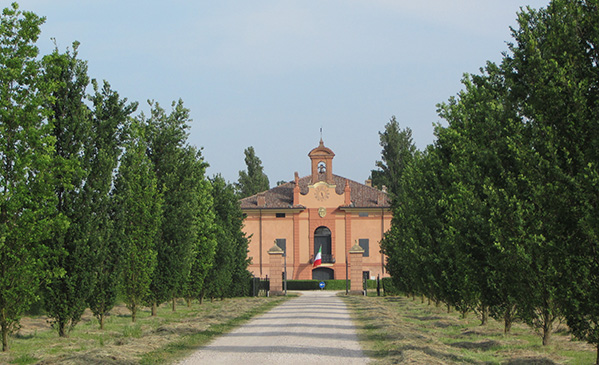
Il viale d'accesso al Palazzo

Il Palazzo fu costruito nel secondo decennio del Settecento per volere del cardinale Pompeo Aldrovandi, come sua residenza di campagna, trasformando una casina  edificata verso la metà del secolo precedente dai Ruini, una famiglia appartenente da generazioni al Senato di Bologna come gli Aldrovandi. Il progetto fu affidato agli architetti Franco Maria Angelini e ad Alfonso Torreggiani, che stavano allora realizzando il palazzo bolognese del cardinale.
Il Palazzo di Mirabello era il centro di una vasta proprietà agricola degli Aldrovandi, detta l'Impresa. Dopo la grande rotta del Reno alla bòtta Bisacca del 1731 l'edificio fu restaurato nel 1740 da Deodato Monti, figlio del fattore del cardinale, e in quel occasione fu arricchito del campaniletto a vela e dell'orologio; assunse così l'aspetto attuale: la facciata è scandita dal ripetersi regolare delle finestre del piano nobile, cui corrispondono le aperture quadrate del piano terreno; una cornice marca la suddivisione orizzontale in due piani.  Prima della rotta il piano terreno era più alto e le sue finestre avevano la stessa dimensione di quelle al primo piano. Le due modifiche furono la conseguenza dell'innalzamento, artificialmente prodotto nel 1732, di circa un metro del terreno tutto attorno al Palazzo (e di conseguenza anche al suo interno). L'innalzamento era divenuto necessario per proteggere il Palazzo dalle esondazioni del Reno che, dopo la rotta del 1731, frequentemente lo minacciavano. I rilevanti depositi alluvionali lasciati da questa avevano infatti significativamente modificata la microaltimetria della pianura.
Nel 1878 il Palazzo fu acquistato dall'industriale milanese Carlo Sessa e da allora è rimasto di proprietà della famiglia Sessa.